# 희천군
희천군(熙川郡)은 평안북도(자강도)에 있던 군이다. 군청은 현재의 희천시 지역에 있었다.

## 지리
해방 당시의 면적은 2,365.9km2 이었다. 당시의 군역은 현재의 희천시·동신군·송원군 송원읍,양지리이다.

## 역사
- 고려 초기:고려의 영토가 됐다.
- 979년:청새진이 놓였다.
- 1217년 위주가 됐다. 곧 희주로 강등된다.
- 1396년:희주군이 된다.
- 1413년:희천군으로 개칭되었다.
- 1895년 - 23부제 하에서 평양부에 속했다.
- 1896년 - 평안북도 희천군이 되었다.
- 1941년 10월 1일 희천면이 희천읍으로 승격하였다.[1]
- 1949년 1월 자강도를 설치하며 자강도에 속하게 되었다.
- 1952년 신풍, 동창, 장동면과 동면의 리 3개를 관할로 동신군을 독립시켰다.
- 1967년 희천시로 승격했다.
- 1981년 송원군에 만포선 철도가 지나는 북부 지역인 양지리, 명문리가 넘어갔다. 1989년 명문리가 송원읍이 됐다.
- 1981년 동신군에 만포선 철도가 지나가는 청운리가 이관됐다. 이곳은 1990년 희천시 청상리 일부가 넘어가며 동신읍이 됐다.

## 이북5도위원회의 희천군
희천군(熙川郡)은 1읍 8면 35동으로 구성되어 있으며, 군청소재지는 희천읍 읍상동이다. 면적은 2,365.9km2에 이른다.
- 읍/면사무소가 위치한 동 이름은 굵게 표기한다.

| 읍면           | 면적(km2) | 동 숫자 | 동(洞)                                                 |
| -------------- | --------- | ------- | ------------------------------------------------------ |
| 희천읍(熙川邑) | 85.12     | 4       | 읍상(邑上) 읍하(邑下) 역평(驛坪) 가라지(加羅之)        |
| 남면(南面)     | 190.02    | 4       | 소요항(所要項) 원명(圓明) 부성(富城) 송곶지(宋串之)    |
| 동면(東面)     | 148.89    | 3       | 갈현(葛峴) 청량(淸凉) 어허천(魚許川)                   |
| 동창면(東倉面) | 327.67    | 5       | 창(倉) 신죽(新竹) 백산(白山) 석포(石浦) 아롱성(我弄城) |
| 북면(北面)     | 369.45    | 4       | 명문(明文) 관대(館垈) 명대(明垈) 개고개(价古介)        |
| 서면(西面)     | 227.10    | 3       | 극성(克城) 평원(平院) 상서(上西)                       |
| 신풍면(新豊面) | 463.85    | 4       | 서(西) 동(東) 남(南) 북(北)                            |
| 장동면(長洞面) | 290.47    | 4       | 관(館) 원흥(元興) 용평(龍坪) 생(生)                    |
| 진면(眞面)     | 262.79    | 4       | 장평(長坪) 마선(馬船) 초(草) 행천(杏川)                |

## 참고자료
- 《한국민족문화대백과》, <희천군>